# Colón (metrostation)
Colón is een metrostation in het stadsdeel Centro van de Spaanse hoofdstad Madrid. Het station werd geopend op 23 maart 1944 en wordt bediend door lijn 4 van de metro van Madrid.
Het station bedient de omgeving rond het nabijgelegen Plaza de Colón waarnaar de stationsnaam verwijst.  Het bevindt zich evenwel niet direct onder het plein, maar onder de straatbedding van de Calle de Génova, met toegangen langs beide straatzijden op de plaats waar de Plaza de Colón aansluit op de Calle de Génova.